# Tenderly (chanson)
Pour les articles homonymes, voir Tenderly.
Tenderly est une chanson américaine écrite par Walter Gross (1909-1967) sur des paroles de Jack Lawrence en 1946. Le premier interprète fut Dick Farney, chanteur et pianiste brésilien, suivi de très près par Sarah Vaughan (1924-1990). Par la suite, elle fut reprise par de grands noms du jazz tels que Chet Baker, Rosemary Clooney, Nat King Cole, Ella Fitzgerald, Billie Holiday, Ben Webster, Eric Dolphy.